# Переулок Чапаева (Курск)
Переулок Чапаева — небольшой переулок, расположенный в квартале Старая Мурыновка Железнодорожном округе города Курска. Переулок соединяет улицы Чапаева и Ильича. Протяжённость переулка — 658 метров. В переулке 11 домов.
Название присвоено 23 июня 1972 года созданному переулку между улицей Чапаева и Восточной улицей.

## Соприкасается или пересекает улицы
ул. Воронежская 3-я, ул. Восточная, ул. Восточная 2-я, ул. Ильича, ул. Цюрупы, пер. Цюрупы, ул. Чапаева.

## Транспорт
Через переулок Чапаева проходят автобусные маршруты 12г (до Областной больницы) и 45п (до Московской площади).

## Инфраструктура
В переулке 11 домов: 3, 8, 11, 13, 15, 17, 18, 20, 22, 23 и 28.